# Lista de presidentes do Laos
O Presidente do Laos é o chefe de Estado da República Democrática Popular do Laos. O cargo foi criado em 1975, após a tomada do poder por parte do Pathet Lao, que aboliu a monarquia. O príncipe Souphanouvong, membro da família real deposta, foi o primeiro Presidente da República. 
Desde 22 de março de 2021, o presidente do Laos é Thongloun Sisoulith.

## Lista de Presidentes do Laos
| № | Retrato | Presidente                                        | Início do mandato       | Fim do mandato          | Partido |
| - | ------- | ------------------------------------------------- | ----------------------- | ----------------------- | ------- |
| 1 |         | Souphanouvong ສຸພານຸວົງ (1909-1995)                  | 2 de dezembro de 1975   | 29 de outubro de 1986   | PPRL    |
| ― |         | Phoumi Vongvichit ພູມີ ວົງວິຈິດ (interino) (1909-1994) | 29 de outubro de 1986   | 15 de agosto de 1991    | PPRL    |
| 2 |         | Kaysone Phomvihane ໄກສອນ ພົມວິຫານ (1920-1992)       | 15 de agosto de 1991    | 21 de novembro de 1992  | PPRL    |
| 3 |         | Nouhak Phoumsavanh ໜູຮັກ ພູມສະຫວັນ (1910-2008)        | 25 de novembro de 1992  | 24 de fevereiro de 1998 | PPRL    |
| 4 |         | Khamtai Siphandon ຄຳໄຕ ສີພັນດອນ (n.1924)            | 24 de fevereiro de 1998 | 8 de junho de 2006      | PPRL    |
| 5 |         | Choummaly Sayasone ຈູມມະລີ ໄຊຍະສອນ (n.1936)         | 8 de junho de 2006      | 20 de abril de 2016     | PPRL    |
| 6 |         | Bounnhang Vorachith ບຸນຍັງ ວໍລະຈິດ (n.1937)           | 20 de abril de 2016     | 22 de março de 2021     | PPRL    |
| 7 |         | Thongloun Sisoulith ທອງລຸນ ສີສຸລິດ (n.1945)           | 22 de março de 2021     | atualidade              | PPRL    |